# Arredio-pálido
Rabo-espinhoso-pálido ou arredio-pálido (Cranioleuca pallida)  é uma espécie de ave da família Furnariidae endémica do Brasil.
Os seus habitats naturais são: regiões subtropicais ou tropicais húmidas de alta altitude. Apesar de sua população estar em declínio, seu estado de conservação é considerado pouco preocupante.